# Alandská kuchyně

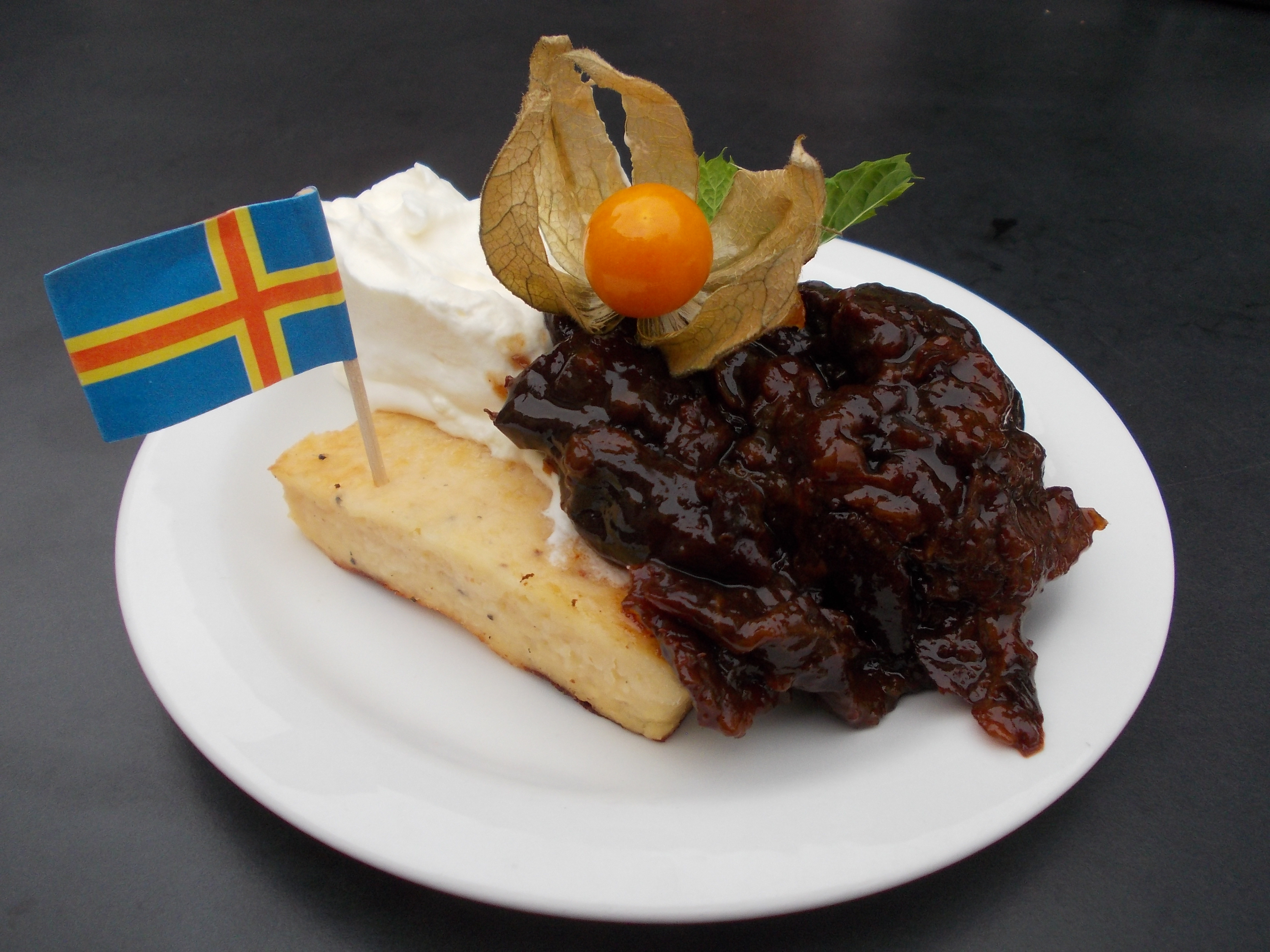
Alandský lívanec se smetanou, švestkovým džemem a židovskou třešní, ozdobený alandskou vlajkou

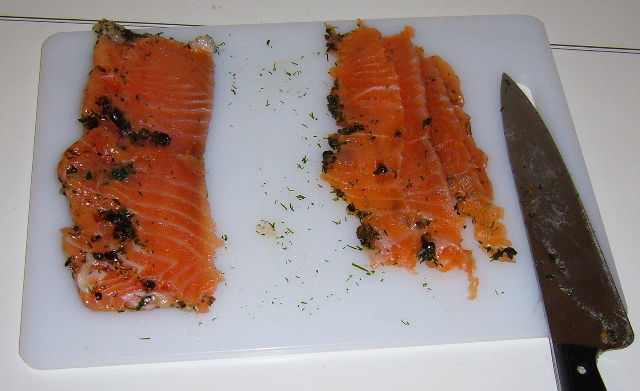
Gravlax

Alandská kuchyně je podobná švédské a finské kuchyni, byla ale ovlivněna i ruskou kuchyní. Většina surovin, které používá je vyprodukována přímo na Alandech. Mezi používané suroviny patří mléčné výrobky, obilniny, bylinky, zelenina (kořenová zelenina, cibule, rajčata, ledový salát, chřest), brambory, jablka, jahody, med nebo maso (především zvěřina, ryby, vepřové, skopové a hovězí).

## Příklady alandských pokrmů
Příklady alandských pokrmů:
- Alandské lívance, lívance podávané se smetanou a ovocným džemem (například ze švestek)
- Hemvete, pšeničný chléb[4]
- Gravlax, pokrm ze syrového lososa
- Sundspirog, kousky těsta plněné mletým masem[5]
- Různé klobásy a uzeniny
- Mezi populární nápoje patří káva, na Alandech je také pivovar.